# Чайлдс, Джон
Джон Чайлдс, также известный как Брюс Чайлдс, — британский наёмный убийца и серийный убийца из Восточного Лондона, который был осуждён в 1979 году за серию очевидных заказных убийств, хотя ни одно из тел не было найдено. Он обвинил Терри Пинфолда и Гарри МакКенни в совершённых убийствах, но они были освобождены в 2003 году после того, как судья постановил, что Чайлдс является «патологическим лжецом». Чайлдс отбывает пожизненный срок. Он известен как самый плодовитый наёмный убийца в Великобритании.